# Empoasca loregia
Empoasca loregia är en insektsart som beskrevs av Ross 1959. Empoasca loregia ingår i släktet Empoasca och familjen dvärgstritar. Inga underarter finns listade i Catalogue of Life.